# ...Con amore, Babbo Natale
...Con amore, Babbo Natale (With Love, Christmas) è un film televisivo del 2017 diretto da Marita Grabiak. È andato in onda il 22 novembre 2017 sulla rete televisiva Hallmark Channel.
In Italia è stato trasmesso in prima visione su Rai 1 il 25 dicembre 2020.

## Trama
Melanie lavora come creativa in un'agenzia pubblicitaria. Segue un progetto insieme a Donovan che non è molto socievole. In più, nel tradizionale scambio di regali tra colleghi, Melanie è il Babbo Natale segreto di Donovan e viceversa.

## Produzione
Il film è stato girato a Maple Ridge, British Columbia, Canada.